# بيتر مور سميث
بيتر مور سميث (بالإنجليزية: Peter Moore Smith)‏ (مواليد 1965 –)؛ كاتب سيناريو، وروائي أمريكي.